# THE FINAL GATE
THE FINAL GATE（ザ・ファイナル・ゲート）は日本のプロレス団体DRAGON GATEが主催するプロレス興行。

## 概要
DRAGON GATEが年に一度、12月下旬に福岡国際センターで開催する大規模興行。DRAGON GATE年間最後のビッグマッチ。2008年から毎年開催されている。
中継はGAORA制作によるPPV生放送とテレビ西日本による特番で放送される。

## 各興行結果

### 2008年
- 日時:2008年12月28日[1]
- 観衆:7000人（超満員札止め）

| 第1試合 6人タッグマッチ                                           |                                                        |                                                         |
| ○スペル・シーサー シーサーBOY 超神龍                              | 7分31秒 ヨシタニック                                   | 新井健一郎× ホルヘ・リベラ ザ・ターボマン               |
| 第2試合 タッグマッチ                                              |                                                        |                                                         |
| ×アンソニー・W・森 戸澤アキラ                                     | 10分45秒 ラストライド →片エビ固め                      | ドン・フジイ マグニチュード岸和田○                      |
| 第3試合 “ハリウッド”ストーカー市川暴走十番勝負・第7戦             |                                                        |                                                         |
| ×“ハリウッド”ストーカー市川                                       | 2分41秒 ボディプレス →体固め                           | 曙○                                                     |
| 第4試合 シングルマッチ                                            |                                                        |                                                         |
| ○望月成晃                                                         | 12分33秒 真・最強ハイキック →片エビ固め                | 岩佐拓×                                                 |
| 第5試合 敗戦ユニット解散サバイバル 6人タッグ3WAYマッチ 時間無制限 |                                                        |                                                         |
| <Typhoon> ×横須賀享 斎藤了 ドラゴン・キッド                       | ①11分20秒 横入り式エビ固め                             | <WORLD-1> B×Bハルク 谷嵜なおき m.c.KZ.○                 |
| <Typhoon> 横須賀享 ×斎藤了 ドラゴン・キッド                       | ②15分49秒 雪崩式ツームストーンパイルドライバー →体固め | <REAL HAZARD> Gamma○ 堀口元気 神田裕之                  |
| ※Typhoonが解散に。                                                |                                                        |                                                         |
| セミファイナル オープン・ザ・ツインゲート統一タッグ選手権試合     |                                                        |                                                         |
| <REAL HAZARD> ○YAMATO サイバー・コング (第5代王者組)              | 21分53秒 胴締めスリーパーホールド →レフェリーストップ  | 獣神サンダー・ライガー(新日本プロレス) CIMA× (挑戦者組) |
| ※第5代王者組が2度目の防衛に成功。                                 |                                                        |                                                         |
| メインイベント オープン・ザ・ドリームゲート選手権試合             |                                                        |                                                         |
| ×鷹木信悟 (第9代王者)                                             | 26分20秒 マスキュラーボム →エビ固め                    | <WORLD-1> 土井成樹○ (挑戦者)                            |
| ※第9代王者が4度目の防衛に失敗。土井が第10代王者に。               |                                                        |                                                         |

### 2009年
- 日時:2009年12月27日[2]
- 観衆:7000人（超満員札止め）

| 第0試合 シングルマッチ                                                           | |                                                                    |
| <KAMIKAZE> ○戸澤陽                                                               | 7分21秒 ジャーマンスープレックスホールド                                                                | <REAL HAZARD> 新井健一郎×                                          |
| 第1試合 6人タッグマッチ                                                          | |                                                                    |
| ○スペル・シーサー シーサーBOY 琴香                                               | 9分45秒 ヨシタニック                                                                                    | アンソニー・W・森 KAGETORA めんたい☆キッド(九州プロレス)×          |
| 第2試合 “ハリウッド”ストーカー市川生き残り指名試合 時間無制限                    | |                                                                    |
| ×“ハリウッド”ストーカー市川                                                      | 0分38秒 ハイキック →踏みつけ式体固め                                                                    | 岡村隆志○                                                          |
| ×“ハリウッド”ストーカー市川                                                      | ※再試合 4分36秒 市川がスペースローリングエルボーを自爆したところを押さえ込む →踏みつけ式体固め          | 岡村隆志○                                                          |
| 第3試合 オープン・ザ・ブレイブゲート選手権試合                                   | |                                                                    |
| <WORLD-1> ○谷嵜なおき (第15代王者)                                               | 10分29秒 インプラント →エビ固め                                                                         | <REAL HAZARD> Kzy× (挑戦者)                                        |
| ※第15代王者が6度目の防衛に成功。                                                 | |                                                                    |
| 第4試合 特別試合                                                                 | |                                                                    |
| <WORLD-1> ×土井成樹                                                              | 10分27秒 十三不塔 →片エビ固め                                                                           | <ベテラン軍> 菅原拓也○                                             |
| 第5試合 オープン・ザ・トライアングルゲート選手権試合                             | |                                                                    |
| <超絶倫ズ> ○曙 望月成晃 ドン・フジイ (第25代王者組)                              | 12分7秒 ダイビング・ボディプレス →体固め                                                                | <REAL HAZARD> 神田裕之 堀口元気 NOSAWA論外(東京愚連隊)× (挑戦者組) |
| ※第25代王者組が初防衛に成功。                                                    | |                                                                    |
| セミファイナル オープン・ザ・ツインゲート統一タッグ選手権試合                    | |                                                                    |
| <KAMIKAZE> ×鷹木信悟 YAMATO (第8代王者組)                                        | 28分55秒 スカイツイスタープレス →片エビ固め                                                             | <WARRIORS-5:ベテラン軍> CIMA Gamma○ (挑戦者組)                     |
| ※第8代王者組が4度目の防衛に失敗。大阪06が第9代王者になるも返上し、暫定王者組に。 | |                                                                    |
| メインイベント マスカラ・コントラ・カベジェラ 金網サバイバル6WAYマッチ           | |                                                                    |
| <KAMIKAZE> ドラゴン・キッド                                                      | ※エスケープ順 ①13分6秒、MAZADA ②19分32秒、キッド ③27分39秒、ハルク ④31分30秒、K-ness. ⑤38分48秒、横須賀 | <REAL HAZARD> 横須賀享                                             |
| <WORLD-1> 吉野正人                                                               | ※エスケープ順 ①13分6秒、MAZADA ②19分32秒、キッド ③27分39秒、ハルク ④31分30秒、K-ness. ⑤38分48秒、横須賀 | <REAL HAZARD> K-ness.                                              |
| <WORLD-1> B×Bハルク                                                              | ※エスケープ順 ①13分6秒、MAZADA ②19分32秒、キッド ③27分39秒、ハルク ④31分30秒、K-ness. ⑤38分48秒、横須賀 | <REAL HAZARD> MAZADA(東京愚連隊)                                   |
| ※吉野正人の負け残り。                                                            | |                                                                    |

### 2010年
- 日時:2010年12月26日[3]
- 観衆:7300人（超満員札止め）

| 第0試合 シングルマッチ                                                                     |                                                               |                                                       |
| ○超神龍                                                                                    | 5分34秒 右足負傷による戦闘不能のため →レフェリーストップ      | <土井軍(仮)> Kzy×                                     |
| 第1試合 タッグマッチ                                                                       |                                                               |                                                       |
| スペル・シーサー ×琴香                                                                     | 9分0秒 ダイビング・ヘッドバット →体固め                       | 新井健一郎○ NOSAWA論外(東京愚連隊)                    |
| 第2試合 シングルマッチ                                                                     |                                                               |                                                       |
| <KAMIKAZE> ×KAGETORA                                                                       | 9分1秒 夢限 →片エビ固め                                       | <WORLD-1> 横須賀享○                                   |
| 第3試合 ノーDQマッチ 時間無制限                                                            |                                                               |                                                       |
| ×ダークネス・ドラゴン                                                                      | 11分58秒 スカイツイスタープレス →体固め                       | ガンマ大王○                                           |
| 第4試合 オープン・ザ・ツインゲート統一タッグ王座次期挑戦者チーム決定 3WAYマッチ 勝ち残り戦 |                                                               |                                                       |
| <KAMIKAZE> ×鷹木信悟 サイバー・コング                                                      | ①17分15秒 ビーチブレイク →体固め                              | <WARRIORS> 堀口元気○ 斎藤了                           |
| ○望月成晃 ドン・フジイ                                                                     | ②20分34秒 真・最強ハイキック →片エビ固め                      | <WARRIORS> 堀口元気 斎藤了×                           |
| ※モチフジが次期挑戦者チームに。                                                            |                                                               |                                                       |
| 第5試合 スペシャルシングルマッチ                                                           |                                                               |                                                       |
| <KAMIKAZE> ×YAMATO                                                                         | 19分49秒 フェニックススプラッシュ →片エビ固め                 | <WORLD-1> B×Bハルク○                                  |
| セミファイナル オープン・ザ・トライアングルゲート選手権試合                                |                                                               |                                                       |
| <土井軍(仮)> ×神田裕之 谷嵜なおき 菅原拓也 (第30代王者組)                                  | 19分42秒 ダブルローテーション・ムーンサルトプレス →片エビ固め | <WARRIORS> CIMA ドラゴン・キッド リコシェ○ (挑戦者組) |
| ※第30代王者組が2度目の防衛に失敗。WARRIORSが第31代王者組に。                               |                                                               |                                                       |
| メインイベント オープン・ザ・ドリームゲート選手権試合                                      |                                                               |                                                       |
| <WORLD-1> ○吉野正人 (第12代王者)                                                           | 28分53秒 雪崩式ライトニング・スパイラル →片エビ固め           | <土井軍(仮)> 土井成樹× (挑戦者)                       |
| ※第12代王者が3度目の防衛に成功。                                                           |                                                               |                                                       |

### 2011年
- 日時:2011年12月25日[4]
- 観衆:7300人（超満員札止め）

| 第1試合 6人タッグマッチ                                       |                                                               |                                                                    |
| <Blood WARRIORS> 神田裕之 ○ウーハー・ネイション トマホークT.T | 6分28秒 ウーハー・コンビネーション →片エビ固め                | ドン・フジイ 超神龍 琴香×                                          |
| 第2試合 タッグマッチ                                          |                                                               |                                                                    |
| <Blood WARRIORS> 堀口元気 ×斎藤了                             | 9分49秒 ジャンボの勝ち！固め                                  | <JUNCTION THREE> ジミー・ススム○ ジミー・カゲトラ                  |
| 第3試合 スペシャルシングルマッチ                              |                                                               |                                                                    |
| ×サイバー・コング                                             | 5分25秒 ノーザンライトボム →体固め                            | (健介オフィス) 佐々木健介○                                         |
| 第4試合 オープン・ザ・トライアングルゲート選手権試合          |                                                               |                                                                    |
| <Blood WARRIORS> 土井成樹 ○谷嵜なおき Kzy (第33代王者組)      | 15分50秒 インプラント →エビ固め                               | <JUNCTION THREE> ドラゴン・キッド Gamma リッチ・スワン× (挑戦者組) |
| ※第33代王者組が4度目の防衛に成功。                            |                                                               |                                                                    |
| 第5試合 オープン・ザ・ブレイブゲート選手権試合                |                                                               |                                                                    |
| <Blood WARRIORS> ○リコシェ (第21代王者)                       | 18分26秒 ダブルローテーション・ムーンサルトプレス →片エビ固め | <JUNCTION THREE> 吉野正人× (挑戦者)                                |
| ※第21代王者が初防衛に成功。                                   |                                                               |                                                                    |
| セミファイナル オープン・ザ・ツインゲート統一タッグ選手権試合 |                                                               |                                                                    |
| <Blood WARRIORS> ○B×Bハルク 戸澤陽 (第18代王者組)             | 25分0秒 Hサンダー →片エビ固め                                 | <JUNCTION THREE> 鷹木信悟× YAMATO (挑戦者組)                       |
| ※第18代王者組が初防衛に成功。                                 |                                                               |                                                                    |
| メインイベント オープン・ザ・ドリームゲート選手権試合         |                                                               |                                                                    |
| <JUNCTION THREE> ×望月成晃 (第13代王者)                       | 24分55秒 メテオラ →片エビ固め                                 | <Blood WARRIORS> CIMA○ (挑戦者)                                    |
| ※第13代王者が7度目の防衛に失敗。CIMAが第14代王者に。          |                                                               |                                                                    |

### 2012年
- 日時:2012年12月23日[5]
- 観衆:7500人（超満員札止め）

| 第0試合 シングルマッチ                                                                                    |                                                        |                                                                |
| <ウィンドウズMG> ○琴香                                                                                    | 4分1秒 キャメルクラッチ                                | <暁-akatsuki-> 富永千浩×                                       |
| 第1試合 6人タッグマッチ                                                                                   |                                                        |                                                                |
| <MAD BLANKEY> スコット・リード Kzy ×問題龍                                                                | 11分3秒 イナバウアー・ジャーマンスープレックスホールド | <帰ってきたベテラン軍> Gamma HUB “ハリウッド”ストーカー市川○   |
| 第2試合 タッグマッチ                                                                                      |                                                        |                                                                |
| <ジミーズ> ○ジミー・ススム ジミー・神田                                                                   | 11分37秒 ジャンボの勝ち！固め                          | スペル・シーサー× しゃちほこBOY                                |
| 第3試合 オープン・ザ・ブレイブゲート選手権試合                                                            |                                                        |                                                                |
| <帰ってきたベテラン軍> ○ドラゴン・キッド (第22代王者)                                                     | 15分28秒 ウルトラ・ウラ・カンラナ                      | <ジミーズ> ジミー・カゲトラ× (挑戦者)                          |
| ※第22代王者が6度目の防衛に成功。                                                                          |                                                        |                                                                |
| 第4試合 オープン・ザ・ツインゲート統一タッグ選手権試合                                                    |                                                        |                                                                |
| <帰ってきたベテラン軍> ○望月成晃 ドン・フジイ (第23代王者組)                                              | 15分34秒 顔面への三角蹴り →片エビ固め                  | <MAD BLANKEY> 谷崎なおき サイバー・コング× (挑戦者組)          |
| ※第23代王者組が4度目の防衛に成功。                                                                        |                                                        |                                                                |
| 第5試合 特別試合                                                                                          |                                                        |                                                                |
| <MAD BLANKEY> ×戸澤陽                                                                                     | 20分12秒 ギャラリア →片エビ固め                        | <暁-akatsuki-> YAMATO○                                         |
| セミファイナル オープン・ザ・トライアングルゲート選手権試合                                               |                                                        |                                                                |
| <ジミーズ> ○堀口元気H.A.Gee.Mee!! 斎藤“ジミー”了 Mr.キューキュー“谷嵜なおき”豊中ドルフィン (第39代王者組) | 19分14秒 バックスライド・タイムス                      | <WORLD-1 INTERNATIONAL> 土井成樹× 吉野正人 リコシェ (挑戦者組) |
| ※第39代王者組が2度目の防衛に成功。                                                                        |                                                        |                                                                |
| メインイベント オープン・ザ・ドリームゲート選手権試合 3WAYマッチ ～CIMAロワイヤル最終章～                 |                                                        |                                                                |
| <帰ってきたベテラン軍> ○CIMA (第14代王者)                                                                 | ①17分19秒 メテオラ →エビ固め                           | <MAD BLANKEY> B×Bハルク× (挑戦者)                              |
| <帰ってきたベテラン軍> ○CIMA (第14代王者)                                                                 | ②25分10秒 メテオラ →エビ固め                           | <暁-akatsuki-> 鷹木信悟× (挑戦者)                              |
| ※第14代王者が9度目の防衛に成功。                                                                          |                                                        |                                                                |

### 2013年
- 日時:2013年12月22日[7]
- 観衆:7500人（超満員札止め）

| 第0試合 シングルマッチ                                                                         |                                                         |                                                                 |
| <MONSTER EXPRESS> ○しゃちほこBOY                                                               | 3分50秒 オリオン                                        | 富永千浩×                                                       |
| 第1試合 6人タッグマッチ                                                                        |                                                         |                                                                 |
| <Millennials> U-T ロッキー・ロボ ○ヨースケ♡サンタマリア                                        | 9分0秒 狙い撃ち♡ →エビ固め                              | ジミー・神田 ジミー・カゲトラ リョーツ清水×                     |
| 第2試合 3WAYマッチ 勝ち残り戦                                                                  |                                                         |                                                                 |
| <オレたちベテラン軍> ○ドン・フジイ                                                             | 3分18秒 雪崩式チョークスラム →体固め ※2人同時にフォール | <オレたちベテラン軍> “ハリウッド”ストーカー市川×                |
| <オレたちベテラン軍> ○ドン・フジイ                                                             | 3分18秒 雪崩式チョークスラム →体固め ※2人同時にフォール | (九州プロレス) ばってん多摩川×                                  |
| 第3試合 6人タッグマッチ                                                                        |                                                         |                                                                 |
| <MAD BLANKEY> サイバー・コング ×Kzy 問題龍                                                     | 8分21秒 ヨシタニック                                    | <オレたちベテラン軍> Gamma スペル・シーサー○ K-ness.            |
| 第4試合 オープン・ザ・ブレイブゲート選手権試合                                                 |                                                         |                                                                 |
| <ジミーズ> ○堀口元気H.A.Gee.Mee!! (第24代王者)                                                 | 11分0秒 ビーチブレイク →片エビ固め                      | CIBA× (挑戦者)                                                  |
| ※第24代王者が2度目の防衛に成功。                                                               |                                                         |                                                                 |
| 第5試合 オープン・ザ・トライアングルゲート選手権試合 3WAYマッチ                                |                                                         |                                                                 |
| <Millennials> T-Hawk ×Eita フラミータ (第45代王者組)                                           | ①24分36秒 腕固め                                        | <オレたちベテラン軍> CIMA 望月成晃○ ドラゴン・キッド (挑戦者組) |
| <ジミーズ> ○ジミー・ススム 斎藤“ジミー”了 Mr.キューキュー“谷嵜なおき”豊中ドルフィン (挑戦者組) | ②29分0秒 ワールドライナー                               | <オレたちベテラン軍> CIMA 望月成晃 ドラゴン・キッド× (挑戦者組) |
| ※第45代王者組が初防衛に失敗。ジミーズが第46代王者組に。                                        |                                                         |                                                                 |
| セミファイナル オープン・ザ・ツインゲート統一タッグ選手権試合                                  |                                                         |                                                                 |
| <MAD BLANKEY> 土井成樹 ×YAMATO (第30代王者組)                                                  | 23分19秒 ラストファルコンリー →エビ固め                 | <MONSTER EXPRESS> 鷹木信悟○ 戸澤陽 (挑戦者組)                   |
| ※第30代王者組が初防衛に失敗。鷹木&戸澤組が第31代王者組に。                                     |                                                         |                                                                 |
| メインイベント オープン・ザ・ドリームゲート選手権試合                                          |                                                         |                                                                 |
| <MONSTER EXPRESS> ○吉野正人 (第17代王者)                                                       | 25分53秒 ソル・ナシエンテ改                             | <MAD BLANKEY> B×Bハルク× (挑戦者)                               |
| ※第17代王者が3度目の防衛に成功。                                                               |                                                         |                                                                 |

### 2014年
- 日時:2014年12月28日[8]
- 観衆:7600人（超満員札止め）

| 第1試合 6人タッグマッチ                                                                    |                                          |                                                                                     |
| “ハリウッド”ストーカー市川 ×“ミスター・ハイテンション”琴香 林悠河                          | 9分57秒 一騎当千 →エビ固め               | <ジミーズ> ジミー・神田 ジミー・カゲトラ○ Mr.キューキュー“谷嵜なおき”豊中ドルフィン |
| 第2試合 タッグマッチ                                                                       |                                          |                                                                                     |
| <MAD BLANKEY> ○ドン・フジイ 問題龍                                                         | 8分7秒 外道クラッチ                      | <Millennials> U-T× ヨースケ♡サンタマリア                                            |
| 第3試合 オープン・ザ・ブレイブゲート選手権試合                                             |                                          |                                                                                     |
| <Millennials> ○フラミータ (第25代王者)                                                     | 12分32秒 反則                            | <MAD BLANKEY> パンチ富永× (挑戦者)                                                  |
| ※第25代王者が8度目の防衛に成功も、ベルトの受け取りを拒否したためコミュッショナー預かりに。 |                                          |                                                                                     |
| 第4試合 6人タッグマッチ                                                                    |                                          |                                                                                     |
| <MAD BLANKEY> CIMA ○Gamma K-ness.                                                          | 18分12秒 ガンマ・スペシャル →片エビ固め  | <MONSTER EXPRESS> 吉野正人 戸澤陽 しゃちほこBOY×                                    |
| 第5試合 オープン・ザ・トライアングルゲート選手権試合                                       |                                          |                                                                                     |
| <ジミーズ> 堀口元気H.A.Gee.Mee!! ×ジミー・ススム 斎藤“ジミー”了 (第51代王者組)             | 19分21秒 砲丸投げスラム →エビ固め        | <Dia.HEARTS> 望月成晃 ドラゴン・キッド ビッグR清水○ (挑戦者組)                      |
| ※第51代王者組が3度目の防衛に失敗。Dia.HEARTSが第52代王者組に。                             |                                          |                                                                                     |
| セミファイナル オープン・ザ・ツインゲート統一タッグ選手権試合                              |                                          |                                                                                     |
| <Millennials> ×T-Hawk Eita (第35代王者組)                                                  | 25分54秒 ギャラリア →片エビ固め          | <MAD BLANKEY> YAMATO○ サイバー・コング (挑戦者組)                                   |
| ※第35代王者組が初防衛に失敗。YAMAコンが第36代王者組に。                                    |                                          |                                                                                     |
| メインイベント オープン・ザ・ドリームゲート選手権試合                                      |                                          |                                                                                     |
| <Dia.HEARTS> ○B×Bハルク (第20代王者)                                                       | 35分4秒 ファーストフラッシュ →片エビ固め | <MONSTER EXPRESS> 鷹木信悟× (挑戦者)                                                |
| ※第20代王者が4度目の防衛に成功。                                                           |                                          |                                                                                     |

### 2015年
- 日時:2015年12月27日[9]
- 観衆:7600人（超満員札止め）

| 第1試合 6人タッグマッチ                                                    | |                                                                |
| <OVER GENERATION> ○エル・リンダマン 山村武寛 石田凱士                      | 8分2秒 ロコモーション式タイガースープレックスホールド | ドン・フジイ ヨースケ♡サンタマリア× NOSAWA論外(東京愚連隊)     |
| 第2試合 タッグマッチ                                                       | |                                                                |
| Kzy ×U-T                                                                   | 7分36秒 ダイビング・エルボードロップ →体固め | <ジミーズ> ジミー・神田○ ジミー・クネスJ.K.S.                  |
| 第3試合 コロシアム2015 10分無制限ラウンド                                  | |                                                                |
| ×“ハリウッド”ストーカー市川                                                | 1R54秒 腕ひしぎ逆十字固め | 船木誠勝○                                                      |
| ×“ハリウッド”ストーカー市川                                                | ※再試合(プロレスルール) 6分22秒 セコンドのタオル投入→TKO | 船木誠勝○                                                      |
| 第4試合 オープン・ザ・ブレイブゲート選手権試合                             | |                                                                |
| <VerserK> ○Kotoka (第28代王者)                                             | 13分24秒 カルデラ →片エビ固め | <OVER GENERATION> Eita× (挑戦者)                               |
| ※第28代王者が初防衛に成功。                                                | |                                                                |
| 第5試合 オープン・ザ・ツインゲート統一タッグ選手権試合                     | |                                                                |
| <VerserK> 土井成樹 ○YAMATO (第37代王者組)                                  | 18分23秒 ギャラリア →片エビ固め | <OVER GENERATION> Gamma パンチ富永× (挑戦者組)                 |
| ※第37代王者組が8度目の防衛に成功。                                         | |                                                                |
| セミファイナル オープン・ザ・トライアングルゲート選手権試合                | |                                                                |
| <MONSTER EXPRESS> 吉野正人 ○戸澤陽 T-Hawk (第55代王者組)                   | ①〇ススム(19分45秒、ジャンボの勝ち!固め)清水× ②○斎了(22分9秒、斎了ロケット→片エビ固め)問題龍× ③○戸澤(26分25秒、パッケージ・ジャーマンスープレックスホールド)斎了× | <Dia.HEARTS> 望月成晃 ドラゴン・キッド ビッグR清水× (挑戦者組) |
| <ジミーズ> 堀口元気H.A.Gee.Mee!! ジミー・ススム ×斎藤“ジミー”了 (挑戦者組) | ①〇ススム(19分45秒、ジャンボの勝ち!固め)清水× ②○斎了(22分9秒、斎了ロケット→片エビ固め)問題龍× ③○戸澤(26分25秒、パッケージ・ジャーマンスープレックスホールド)斎了× | <VerserK> サイバー・コング 谷嵜なおき 問題龍× (挑戦者組)       |
| ※第55代王者組が初防衛に成功。                                              | |                                                                |
| メインイベント オープン・ザ・ドリームゲート選手権試合                      | |                                                                |
| <VerserK> ○鷹木信悟 (第22代王者)                                           | 28分0秒 ラストファルコンリー →片エビ固め | <OVER GENERATION> CIMA× (挑戦者)                               |
| ※第22代王者が3度目の防衛に成功。                                           | |                                                                |

### 2016年
- 日時:2016年12月25日[10]
- 観衆:7600人（超満員札止め）

| 第1試合 6人タッグマッチ                                                    |                                         |                                                                        |
| Gamma ×パンチ富永 しゃちほこBOY                                            | 6分11秒 狙い撃ち♡                       | “ハリウッド”ストーカー市川 ジミー・クネスJ.K.S. ヨースケ♡サンタマリア○ |
| 第2試合 タッグマッチ                                                       |                                         |                                                                        |
| <TRIBE VANGUARD> B×Bハルク ○Kzy                                            | 10分57秒 エルボースマッシュ →片エビ固め | ジミー・ススム ビッグR清水×                                            |
| 第3試合 タッグマッチ                                                       |                                         |                                                                        |
| 望月成晃 ○ドン・フジイ                                                     | 12分3秒 HIMEI                           | <OVER GENERATION> 山村武寛× 石田凱士                                   |
| 第4試合 オープン・ザ・ブレイブゲート選手権試合                             |                                         |                                                                        |
| <OVER GENERATION> ○Eita (第30代王者)                                       | 11分34秒 サラマンダー                   | <ジミーズ> ジミー・カゲトラ× (挑戦者)                                  |
| ※第30代王者が4度目の防衛に成功。                                           |                                         |                                                                        |
| 第5試合 オープン・ザ・トライアングルゲート王座決定戦 3WAYマッチ 勝ち残り戦 |                                         |                                                                        |
| <ジミーズ> ○ジミー・ススム 斎藤“ジミー”了 ジミー・神田                     | ①19分20秒 逆さ押さえ込み                | <VerserK> サイバー・コング× 問題龍 エル・リンダマン                    |
| <ジミーズ> ○ジミー・ススム 斎藤“ジミー”了 ジミー・神田                     | ②25分23秒 ジャンボの勝ち！ →片エビ固め  | 吉野正人 Kotoka× Ben-K                                                 |
| ※ジミーズが第57代王者組に。                                                |                                         |                                                                        |
| セミファイナル オープン・ザ・ツインゲート統一タッグ選手権試合              |                                         |                                                                        |
| <OVER GENERATION> ○CIMA ドラゴン・キッド (第40代王者組)                    | 26分41秒 メテオラ →エビ固め             | <VerserK> 鷹木信悟 T-Hawk× (挑戦者組)                                  |
| ※第40代王者組が初防衛に成功。                                              |                                         |                                                                        |
| メインイベント オープン・ザ・ドリームゲート選手権試合                      |                                         |                                                                        |
| <TRIBE VANGUARD> ○YAMATO (第25代王者)                                      | 34分38秒 ギャラリア →エビ固め           | 土井成樹× (挑戦者)                                                     |
| ※第25代王者が2度目の防衛に成功。                                           |                                         |                                                                        |

### 2017年
- 日時:2017年12月23日[11]
- 観衆:6000人（超満員札止め）

| 第0試合 タッグマッチ                                          |                                                  |                                                               |
| ワタナベヒョウ ×椎葉おうじ                                    | 4分28秒 スカイウォーカームーンサルト →片エビ固め | シュン・スカイウォーカー○ 吉岡勇紀                            |
| 第1試合 8人タッグマッチ                                       |                                                  |                                                               |
| Gamma 問題龍 ×石田凱士 Kotoka                                 | 8分14秒 狙い撃ち♡                                | K-ness. “ハリウッド”ストーカー市川 ヨースケ♡サンタマリア○ U-T |
| 第2試合 タッグマッチ                                          |                                                  |                                                               |
| <VerserK> エル・リンダマン ×パンチ富永                        | 9分2秒 雪崩式チョークスラム →片エビ固め          | ドン・フジイ○ 堀口元気                                        |
| 第3試合 オープン・ザ・ブレイブゲート選手権試合                |                                                  |                                                               |
| ×Kagetora (第31代王者)                                        | 11分20秒 琉's →体固め                            | <VerserK> 神田裕之○ (挑戦者)                                  |
| ※第31代王者が6度目の防衛に失敗。神田が第32代王者に。          |                                                  |                                                               |
| 第4試合 タッグマッチ                                          |                                                  |                                                               |
| <VerserK> ○鷹木信悟 吉田隆司                                  | 13分6秒 パンピング・ボンバー →片エビ固め         | <MaxiMuM> ビッグR清水× Ben-K                                  |
| 第5試合 オープン・ザ・トライアングルゲート選手権試合          |                                                  |                                                               |
| <TRIBE VANGUARD> YAMATO ×B×Bハルク Kzy (第61代王者組)         | 17分50秒 ソル・ナシエンテ                        | <MaxiMuM> 土井成樹 吉野正人○ ジェイソン・リー (挑戦者組)      |
| ※第61代王者組が2度目の防衛に失敗。MaxiMuMが第62代王者組に。   |                                                  |                                                               |
| セミファイナル オープン・ザ・ツインゲート統一タッグ王座決定戦 |                                                  |                                                               |
| ×CIMA 横須賀ススム                                            | 22分58秒 グランデ →片エビ固め                    | <VerserK> T-Hawk Eita○                                        |
| ※T-Hawk&Eita組が第41代王者組に。                              |                                                  |                                                               |
| メインイベント オープン・ザ・ドリームゲート選手権試合         |                                                  |                                                               |
| ○望月成晃 (第26代王者)                                        | 21分31秒 真・最強ハイキック →片エビ固め          | 斎藤了× (挑戦者)                                              |
| ※第26代王者が2度目の防衛に成功。                              |                                                  |                                                               |

### 2018年
- 日時:2018年12月23日[12]
- 観衆:3746人（超満員札止め）

| 第1試合 8人タッグマッチ                                                             | |                                                                       |
| スペル・シーサー "brother"YASSHI ×問題龍 U-T                                        | 9分3秒 タイガースープレックスホールド                                                                         | ジェイソン・リー 石田凱士○ しゃちほこBOY ドラゴン・ダイヤ             |
| 第2試合 8人タッグマッチ                                                             | |                                                                       |
| ×斎藤了 ドン・フジイ Gamma K-ness.                                                  | 13分5秒 スカイウォーカームーンサルト →片エビ固め                                                              | <望月道場> シュン・スカイウォーカー○ ワタナベヒョウ 吉岡勇紀 箕浦康太 |
| 第3試合 シングルマッチ                                                              | |                                                                       |
| <R・E・D> ×DAGA                                                                     | 16分16秒 ウラカンラナ                                                                                         | <望月道場> 望月成晃○                                                  |
| 緊急決定試合 シングルマッチ                                                         | |                                                                       |
| ×“ハリウッド”ストーカー市川                                                         | 2分16秒 裏4の字固め                                                                                           | <望月道場> 望月成晃○                                                  |
| 第4試合 オープン・ザ・トライアングルゲート選手権試合                                | |                                                                       |
| <NATURAL VIBES> Kzy 横須賀ススム ×堀口元気 (第63代王者組)                           | 16分57秒 ハーフパッケージ・パイルドライバー →片エビ固め                                                       | <R・E・D> 神田裕之 吉田隆司 KAZMA SAKAMOTO○ (挑戦者組)                |
| ※第63代王者組が7度目の防衛に失敗。R・E・Dが第64代王者組に。                         | |                                                                       |
| セミファイナル オープン・ザ・ツインゲート統一タッグ王座決定戦 4WAYマッチ 勝ち残り戦 | |                                                                       |
| <TRIBE VANGUARD> YAMATO ×Kagetora                                                   | ①○Kage(18分2秒、影縫)吉野× ②○Kage(21分35秒、影縫)バンディード× ③○清水(26分21秒、砲丸投げスラム→エビ固め)Kage× | フラミータ バンディード×                                              |
| <MaxiMuM> ×吉野正人 土井成樹                                                        | ①○Kage(18分2秒、影縫)吉野× ②○Kage(21分35秒、影縫)バンディード× ③○清水(26分21秒、砲丸投げスラム→エビ固め)Kage× | <R・E・D> ビッグR清水○ Ben-K                                          |
| ※清水&BenｰK組が第44代王者組に。                                                     | |                                                                       |
| メインイベント マスカラ・コントラ・カベジェラ                                       | |                                                                       |
| <R・E・D> ×Eita                                                                     | 26分13秒 ウルトラ・ウラカンラナ                                                                               | <MaxiMuM> ドラゴン・キッド○                                           |
| ※Eitaが髪切りに。                                                                   | |                                                                       |

### 2019年
- 日時:2019年12月15日[13]
- 観衆:3289人(超満員)

| 第1試合 タッグマッチ 20分1本勝負                                                                                |                                                     |                                                       |
| <TRIBE VANGUARD> KAI ×Kagetora                                                                                  | 9分12秒 リバーサルサムソン                          | <望月道場> 奥田啓介 吉岡勇紀○                         |
| 第2試合 10選手参加 バトルロイヤル 時間無制限                                                                    |                                                     |                                                       |
| <望月道場> ○箕浦康太                                                                                            | 7分20秒 ジャーマンスープレックス・ホールド          | <NATURAL VIBES> パンチ富永×                           |
| 《敗退順》椎葉おうじ→"brother"YASSHI→スペル・シーサー→ジミー→問題龍→しゃちほこBOY→K-ness.→ヨースケ♡サンタマリア |                                                     |                                                       |
| 第3試合 スペシャルシングルマッチ 30分1本勝負                                                                    |                                                     |                                                       |
| ○ドラゴン・ダイヤ                                                                                               | 4分6秒 飛び付き式回転エビ固め                       | <R・E・D> KAZMA SAKAMOTO×                             |
| 第4試合 団体設立20周年記念特別試合・番外編 マスカラ・コントラ・カベジェラ 30分1本勝負                           |                                                     |                                                       |
| ×“ハリウッド”ストーカー市川                                                                                     | 8分8秒 虎王 →片エビ固め                             | (プロレスリング・ノア) 丸藤正道○                      |
| ※“ハリウッド”ストーカー市川がマスク剥ぎに。                                                                     |                                                     |                                                       |
| 第5試合 6人タッグマッチ 30分1本勝負                                                                             |                                                     |                                                       |
| ○吉野正人 ドラゴン・キッド 望月成晃                                                                             | 14分48秒 ソル・ナシエンテ                           | ウルティモ・ドラゴン 斎藤了 神田裕之×                 |
| 第6試合 オープン・ザ・ブレイブゲート選手権試合 60分1本勝負                                                      |                                                     |                                                       |
| <R・E・D> ○石田凱士 (第38代王者)                                                                                | 12分8秒 タイガースープレックス・ホールド            | <MaxiMuM> ジェイソン・リー× (挑戦者)                  |
| ※第38代王者が初防衛に成功。                                                                                     |                                                     |                                                       |
| 第7試合 オープン・ザ・トライアングルゲート選手権試合 6人タッグ3WAYマッチ 60分勝ち残り戦                         |                                                     |                                                       |
| <ストロングマシーン軍団> ○ストロングマシーン・J ストロングマシーン・F ストロングマシーン・G (第65代王者組)      | ①13分8秒 魔神風車固め                               | <NATURAL VIBES> Kzy 横須賀ススム× 堀口元気 (挑戦者組) |
| <ストロングマシーン軍団> ストロングマシーン・J ストロングマシーン・F ×ストロングマシーン・G (第65代王者組)      | ②16分33秒 ヴェルタフィナーレ →エビ固め              | <R・E・D> 吉田隆司 ディアマンテ○ H・Y・O (挑戦者組)   |
| ※第65代王者組が4度目の防衛に失敗。R・E・Dが第66代王者組に。                                                     |                                                     |                                                       |
| セミファイナル オープン・ザ・ツインゲート統一タッグ選手権試合 60分1本勝負                                       |                                                     |                                                       |
| <R・E・D> Eita ×ビッグR清水 (第46代王者組)                                                                      | 18分44秒 全知全能のフランケンシュタイナー →エビ固め | <TRIBE VANGUARD> YAMATO○ B×Bハルク (挑戦者組)         |
| ※第46代王者組が4度目の防衛に失敗。YAMATO&ハルク組が第47代王者組に。                                             |                                                     |                                                       |
| メインイベント オープン・ザ・ドリームゲート選手権試合 60分1本勝負                                               |                                                     |                                                       |
| ×Ben-K (第29代王者)                                                                                             | 24分6秒 マスキュラーボム →エビ固め                  | <MaxiMuM> 土井成樹○ (挑戦者)                          |
| ※第29代王者が4度目の防衛に失敗。土井成樹が第30代王者に。                                                        |                                                     |                                                       |

### 2020年
- 日時:2020年12月20日
- 観衆:1,855人
- [14]

### 2021年
- 日時:2021年12月26日